# کنوانسیون انگلیس و روسیه
کنوانسیون انگلیس و روسیه در سال ۱۹۰۷، در تاریخ ۳۱ اوت ۱۹۰۷ در سن پترزبورگ امضا شد. این کنوانسیون رقابت طولانی‌مدت دو قدرت در آسیای مرکزی را پایان داد و به آن‌ها امکان داد تا از آلمان‌ها که درصدد اتصال برلین به بغداد با راه‌آهن جدید بودند و احتمالاً امپراتوری عثمانی را با آلمان امپراتوری همسو می‌کرد، پیشی بگیرند.
این کنوانسیون منازعه طولانی‌مدت بین دو طرف بر سر ایران را پایان داد. پادشاهی متحد متعهد شد از شمال ایران دوری کند و روسیه جنوب ایران را به عنوان بخشی از حوزهٔ نفوذ بریتانیا به رسمیت شناخت. همچنین روسیه متعهد شد از تبت و افغانستان دوری کند. در مقابل، لندن وام‌ها و حمایت‌های سیاسی محدودی ارائه داد. این کنوانسیون روابط متزلزل بریتانیا و روسیه را با تثبیت مرزهایی که کنترل هر یک را در ایران، افغانستان و تبت مشخص می‌کرد، به سطح بالاتری رساند. این توافق در نهایت بخشی از پیمان سه‌گانه (Triple Entente) را تشکیل داد.

## زمینه
در یک‌سوم پایانی قرن نوزدهم، پیشروی‌های امپراتوری روسیه به آسیای مرکزی و تثبیت سلطهٔ پادشاهی متحد بر جنوب آسیا باعث شد رقابت شدیدی بین این دو قدرت اروپایی شکل بگیرد. منافع متضاد عمدتاً بر افغانستان، ایران و تبت متمرکز بود، سه کشوری که به‌عنوان مناطق حائل بین دو قدرت عمل می‌کردند. ظهور امپراتوری آلمان به‌عنوان یک قدرت جهانی و شکست روسیه در سال ۱۹۰۵ توسط یک قدرت آسیایی نوظهور، یعنی امپراتوری ژاپن، در جنگ روسیه و ژاپن، برخی مقامات بریتانیایی و روسی را متقاعد کرد که نیاز به حل اختلافات خود در آسیا وجود دارد. در دهه‌های ۱۸۸۰ و ۱۸۹۰ بحث‌هایی دربارهٔ ایجاد یک اتحاد مطرح بود، به‌ویژه پس از اشغال مصر توسط بریتانیا در سال ۱۸۸۲. با این حال، مقاومت شدیدی در بریتانیا در برابر توافق با روسیه وجود داشت.  در آستانهٔ کنوانسیون، گفتگوهایی دربارهٔ مسئلهٔ تنگه‌ها صورت گرفت. وزیر امور خارجه، سر ادوارد گری، اتحاد با روسیه را ایدهٔ خوبی می‌دانست. در ۲۰ اکتبر ۱۹۰۵، در جریان انتخابات، او گفت:
«…اگر روسیه صمیمانه و تمام‌قد نیت ما برای حفظ مالکیت مسالمت‌آمیز سرزمین‌های آسیایی‌مان را بپذیرد، آنگاه من کاملاً مطمئنم که هیچ دولتی در این کشور تلاش نخواهد کرد تا سیاست روسیه در اروپا را مختل یا مانع شود. برعکس، به‌طور فوری و ضروری مطلوب است که جایگاه و نفوذ روسیه در شوراهای اروپا دوباره تثبیت شود.»
و بعدها، در نامه‌ای به سفیر خود در روسیه، سر آرتور نیکلسون نوشت:
وظیفه ما نیست که پیشنهادی برای تغییر شرایط پیمان تنگه‌های داردانل ارائه دهیم. فکر می‌کنم برخی تغییرات در جهتی که روسیه مدنظر دارد قابل قبول باشد و ما باید آماده باشیم تا در صورت مطرح شدن این موضوع توسط روسیه، دربارهٔ آن بحث کنیم.
در اوایل سال ۱۹۰۷، الکساندر ایزوولسکی، سفیر روسیه در پاریس، این مسئله را مطرح کرد و گفتگوها در لندن با سفیر روسیه، کنت الکساندر بنکِندورف، ادامه یافت. اطلاعات کمی در دست است، اما به نظر می‌رسد پیشنهادی مطرح شده بود که روسیه باید امکان عبور آزاد از دریای سیاه از طریق تنگه‌ها را داشته باشد، در حالی که دیگر قدرت‌ها حق داشته باشند ناوگان‌های جنگی خود را به تنگه‌ها بفرستند بدون آنکه وارد دریای سیاه شوند، همراه با بحث‌هایی دربارهٔ «اشغال بسفر توسط روسیه و داردانل توسط انگلستان، و پس از آن ممکن است تنگه‌ها برای سایر ناوگان‌های جنگی نیز باز شود». در نهایت، هیچ نتیجه‌ای از این گفتگوها در آن زمان حاصل نشد.

## ظهور آلمان
در ۲۰ مه ۱۸۸۲، آلمان به همراه ایتالیا و اتریش-مجارستان وارد اتحاد سه‌گانه شد که مکمل صعود صنعتی و جامعه‌شناختی-سیاسی آن در عرصهٔ جهانی بود. علاوه بر این، آلمان تولیدات نظامی خود را از اوایل دههٔ ۱۹۰۰ تا آغاز جنگ جهانی اول به‌طور چشمگیری افزایش داد. تحت دولت متحد آلمان، اتو فون بسمارک تلاش کرد نفوذ و قدرت جهانی کشور را افزایش دهد و به اوج قدرت آلمان در آن زمان برسد. در حالی که بریتانیا و روسیه نسبت به طرح‌های آلمان در منطقه خصمانه بودند، اعضای اتحاد سه‌گانه نیز به نوبهٔ خود با نفوذ انگلو-روسی در آسیا مخالفت داشتند. بنابراین، گسترش نظامی و قلمرویی کلید آلمان برای تبدیل شدن به یک بازیگر اصلی در صحنهٔ بین‌المللی قدرت بود. علاقهٔ آلمان به خاورمیانه در جایگاه دوم قرار داشت و تابع سیاست اصلی آلمان نسبت به اروپا در اواخر قرن نوزدهم و اوایل قرن بیستم بود. اگرچه اهمیت ثانویه داشت، اما ابزاری بود برای استفاده در بازی‌سازی میان قدرت‌های غربی در خاورمیانه. برلین به‌صورت مسالمت‌آمیز در امپراتوری عثمانی نفوذ کرد و تمایلات استعماری چندانی در منطقه نداشت.

## مشکلات در ایران
در سال ۱۹۰۵، فعالیت‌های انقلابی در سراسر تهران گسترش یافت و مظفرالدین شاه قاجار را مجبور کرد که قانون اساسی را بپذیرد، اجازهٔ تشکیل مجلس را بدهد و انتخابات برگزار کند. شخصیت‌های اصلی انقلاب اهداف سکولار داشتند که در نتیجه، شکاف‌هایی در میان روحانیت ایجاد شد که به نفع سلطنت بود. هیچ‌یک از دولت‌های بریتانیا و روسیه، ترتیب سیاسی جدید را که هم لیبرال و هم ناپایدار بود، تأیید نکردند و ترجیح می‌دادند یک دولت دست‌نشاندهٔ پایدار وجود داشته باشد که امتیازات خارجی بدهد و از طرح‌های آن‌ها در منطقه حمایت کند.
برای تسهیل اهداف خود در ایران، دولت‌های بریتانیا و روسیه دربارهٔ تقسیم ایران به سه منطقه گفتگو کردند. این توافق مقرر می‌کرد که «شمال، از جمله اصفهان، به روسیه؛ جنوب‌شرقی، به‌ویژه کرمان، سیستان و بلوچستان، به بریتانیا اختصاص یابد؛ و بقیهٔ سرزمین‌ها به‌عنوان منطقهٔ بی‌طرف میان دو قدرت مشخص شود». تقسیم ایران کنترل بریتانیا و روسیه بر منافع قلمرویی و اقتصادی خود در کشور را تقویت می‌کرد و همچنین امکان دخالت مداوم در نظام سیاسی ایران را فراهم می‌ساخت. با کمک خارجی، انقلابیون توسط ترکیبی از اقدامات اروپایی و سلطنت‌طلبان تحت فشار قرار گرفتند. دولت ایران به‌سرعت دریافت که اتحاد انگلو-روسی تهدیدی بزرگ‌تر برای حاکمیت ایران است تا خصومت دو قدرت با یکدیگر. در نتیجه، در سال ۱۹۰۷، بریتانیا و روسیه توافقی را برای تنظیم منافع اقتصادی و سیاسی خود امضا کردند.